# Maddie Bowman
Pour les articles homonymes, voir Bowman.
Maddie Bowman, née le 10 janvier 1994 à South Lake Tahoe est une skieuse acrobatique américaine spécialiste du half-pipe. Elle remporte le premier concours olympique de half-pipe à Sotchi en 2014.

## Palmarès

### Jeux olympiques d'hiver
- : Médaille d'or à Sotchi en 2014.

### Championnats du monde
- 5e du half-pipe en 2017.

### Winter X Games
Elle a remporté trois fois consécutivement les Winter X Games d'Aspen en Super pipe en 2013, 2014 et 2015.

### Coupe du monde
- Meilleur classement général : 11e en 2013.
- Meilleur classement du half-pipe : 2e en 2014.
- 9 podiums dont 5 victoires.

#### Détails des victoires
| Édition / Épreuve | Half-pipe                 |
| 2013              | Copper Mountain Park City |
| 2014              | Breckenridge              |
| 2016              | Park City Tignes          |